# Suez-Abkommen
Das Suez-Abkommen vom 19. Oktober 1954 zwischen Ägypten und Großbritannien sah den Abzug der britischen Truppen aus der Suezkanalzone innerhalb von 20 Monaten vor.
Im Gegenzug verpflichtete sich Ägypten, die militärischen Standorte zu erhalten und im Kriegsfall Großbritannien zur Verfügung zu stellen. Auch das internationale Statut der Zone wurde von Ägypten anerkannt.
Im Juni 1956 waren alle britischen Truppen abgezogen. Als Ägypten darauf jedoch am 26. Juli den Suezkanal verstaatlichte, kam es zur Sueskrise, bei der Ende Oktober 1956 Großbritannien gemeinsam mit Frankreich und Israel auf militärische Weise den ägyptischen Führer Gamal Abdel Nasser zum Rückzug zwingen wollten. Die USA und die Sowjetunion wandten sich gegen die Aktion; unter dem politischen und ökonomischen Druck der USA wurde die militärische Aktion vorzeitig abgebrochen.

## Hintergrund
Der Kanal, 1869 vollendet, wurde von der Gesellschaft Compagnie universelle du canal maritime de Suez, die eine Konzession auf 99 Jahre erhielt, betrieben. An dieser Gesellschaft war Ägypten durch seinen Vize-König Muhammad Said in recht großem Umfang beteiligt worden. Sein Nachfolger Ismail Pascha musste die Anteile aber aufgrund der hohen Staatsverschuldung an die Briten verkaufen. Nicht zuletzt dadurch geriet Ägypten komplett unter britisches Protektorat.
Auch nach faktischer Rückgewinnung der Eigenständigkeit war die Gesellschaft, und somit der Kanal sowie das Gebiet um den Kanal, komplett in ausländischer Hand, vor allem in britischer und französischer.
Anfang der 1950er Jahre begannen die Diskussionen, was nach Ablauf der Konzession 1968 geschehen sollte. Die Gesellschaft strebte eine weiterhin nicht-ägyptische Lösung an, da man Ägypten als unfähig für solch ein Geschäft ansah. Vor allem Großbritannien wollte seinen Einfluss nicht verlieren. Es hatte immer noch einen Militärstandort in der Suezkanalzone, wie in einem Vertrag von 1936 ausgehandelt.
Als 1952 die Königlich Ägyptische Regierung durch den Militärputsch unter Mohamed Nagib und Gamal Abdel Nasser abgelöst wurde, kam es zu einer abrupten Verschlechterung des Verhältnisses zwischen Ägypten und Großbritannien.
Die neue Regierung wollte eine nationale Lösung für den Suezkanal, und das so schnell wie möglich. Mit dem Suez-Abkommen schien sich der Konflikt der beiden Staaten friedlich zu lösen. Im Juni 1956 waren alle britischen Truppen abgezogen. Als Ägypten darauf jedoch am 26. Juli den Suezkanal verstaatlichte, kam es zur Sueskrise.